# Молба на македонски българи до царица Йоанна
Молбата на македонски българи от 19 български села в Албания до царица Йоанна Българска е изпратена през август 1939 година във формата на писмо. Надеждата на местните българи е, че Царство България ще се застъпи за правата им в Албания, която по това време е протекторат на Италия.

## Текст
| „ | Ваше Величество, Черни дълги години делят поробените села и градове, откъснати чрез несправедливите тежки договори от майка България и придадени към страни, чиито нрави, характери, обичаи и разбирания в някои случаи (Ромъния, Гърция и др.) мъчно съвпадат с благородната душа на българина. Живяхме под гнета на бившата албанска управа, чиито тормози мъчеха нас поробените сирачета да забравим светостта на своя рожден произход, да приклоним ниско главите си и забрави историята на минали.светли за нас времена, когато гордо и открито носехме името българи. Но доживяваме времето когато колелото на живота пак разгръща за нас нови дни на надежди, дни на спасение. Велика Италия, покровителка на унижените поробени души, зае мястото на бившето полугръцко албанско управление, освободени от тежките вериги, всички ония, които носеха товара на техните долни разбирания -да унищожиш светостта [на] българщината и създадеш от нея друга душа. Обръщаме се към Вас, майко на всички българи, към Вас, в чиито жили тече благородната кръв на Краля Император Виктор Емануел III, Ваш баща и покровител на онези българи, останали да живеят под покривите на малка Албания. Вас молиме да ходатайствувате пред светлейшия си отец да ни се даде малкото право да можеме в храмовете божии да слушаме евангелието и свещените книги на езика на нашите деди. Да ни се даде правото в малкото училища, които имаме в селата си, да учим децата си на езика, който са учили нас нашите бащи и деди. Нека в душите на тези малки същества живее светлият лъч на българщината, нека се закорави в тях мисълта, че те са българи и че ще доживеят деня, когато с гордост ще носят пак безнаказано името българи. Като поднасяме на Ваше Величество най-почтително изразите на горещата ни признателност за Вашето мощно посредничество и като се ласкаем с надеждата, че то ще даде така горещо желаните от нас благотворни резултати, подписаните представители на селата с българско население в Албания – надлежно изброени по-долу, с означение на всяко село по отделно числото на семействата и членовете им – молим Ви, семилостивейше да благоволите да приемете Уверенията ни в дълбоката ни почит и безпределна преданост към Ваше Величество. | “ |

## Подписали
| Село            | Български къщи | Подписал            |
| --------------- | -------------- | ------------------- |
| 1. Кърчища      | 24             | Алексо Камбуров     |
| 2. Ърбеле       | 15             | Андрея Пепов        |
| 3. Пасинки      | 12             | Стрезо Лумев        |
| 4. Мало Острени | 14             | Петре Новов         |
| 5. Върбица      | 40             | Кузман Стрезов      |
| 6. Требища      | 6              | Стамат Търпчев      |
| 7. Гиневец      | 20             | Георги Илиев        |
| 8. Клене        | 28             | Будин Петров        |
| 9. Стеблево     | 9              | Петре Станков       |
| 10. Лин         | 20             | Ламбро Маркулев     |
| 11. Върбник     | 70             | Никола А. Пандовски |
| 12. Билища      | 30             | Ламбро Каранжа      |
| 13. Туменец     | 40             | Христо Темелков     |
| 14. Гломбоч     | 45             | Сотир Калешков      |
| 15. Шулин       | 37             | Гоге Ламбров        |
| 16. Пустеец     | 70             | Тодор Посталов      |
| 17. Леска       | 15             | Лазо Трайков        |
| 18. Зърновско   | 20             | Миаг Секула         |
| 19. Церие       | 15             | Фоте Фотев          |